# Yatan, Iran
Yātān (persiska: ياتان) är en ort i Iran.   Den ligger i provinsen Markazi, i den nordvästra delen av landet, 180 km väster om huvudstaden Teheran. Yātān ligger 1 800 meter över havet och antalet invånare är 764.
Terrängen runt Yātān är huvudsakligen kuperad, men åt nordväst är den platt. Runt Yātān är det ganska glesbefolkat, med 27 invånare per kvadratkilometer. Närmaste större samhälle är Nowbarān, 16,9 km sydost om Yātān. Trakten runt Yātān består i huvudsak av gräsmarker.